# Préchacq-les-Bains
Préchacq-les-Bains é uma comuna francesa na região administrativa da Nova Aquitânia, no departamento Landes. Estende-se por uma área de 8,56 km². Em 2010 a comuna tinha 763 habitantes (densidade: 89,1 hab./km²).